# Paramys
Paramys (лат., буквально — как мышь) — род вымерших млекопитающих из отряда грызунов, живших во времена палеогена (56,8—33,9 млн лет назад) на территории Северной Америки и Евразии. Это один из самых ранних родов грызунов из известных.

## Описание
Телосложением Paramys походили на современных белок. Передние лапы напоминают лапы современных древолазающих грызунов, а задние — современных наземных, поэтому считается, что представители рода могли жить и там, и там.
Согласно реконструкции, Paramys имели довольно развитый для своего времени и отряда мозг, он даже был крупнее, чем у живших одновременно с ними приматов. Значительную часть занимал обонятельный отдел, а вот новая кора уже тогда уступала соответствующей части мозга приматов.

## Систематика
Систематики не пришли к единому мнению о семействе грызунов, к которому относится род: Ischyromyidae или Paramyidae.
По данным сайта Paleobiology Database, на январь 2018 года в род включают 14—16 вымерших видов:
- Paramys adamus Dawson & Beard, 1996
- Paramys compressidens (Peterson, 1919) [syn. Ischyrotomus compressidens Peterson, 1919]
- Paramys copei Loomis, 1907 [syn. Paramys bicuspis Loomis, 1907, Paramys major Loomis, 1907, Paramys primaevus Loomis, 1907, Paramys quadratus Loomis, 1907]
- Paramys delicatior Leidy, 1871 [syn. Plesiarctomys delicatior (Leidy, 1871)]
- Paramys delicatus Leidy, 1871
- Paramys dispar Beard & Dawson, 2009
- Paramys excavatus Loomis, 1907 [syn. Franimys lysitensis Guthrie, 1967]
- Paramys hunti Dawson, 2001
- ? Paramys leptodus Cope, 1873 [syn. Leptotomus grangeri (Matthew, 1910), Leptotomus leptodus (Cope, 1873), Paramys grangeri Matthew, 1910, Plesiarctomys leptodus (Cope, 1873)]
- Paramys nini (Wood, 1962) [syn. Thisbemys nini Wood, 1962]
- Paramys obailensis Shevyreva, 1984
- Paramys pourcyensis Michaux, 1964
- Paramys pycnus Ivy, 1990
- Paramys simpsoni Korth, 1984
- Paramys taurus Korth, 1984
- ? Paramys undans (Marsh, 1871) [syn. Plesiarctomys undans (Marsh, 1871), Sciuravus undans Marsh, 1871]